# Narciso Sentenach y Cabañas
Narciso Sentenach y Cabañas (Sevilla, 1853 - 1925), historiador, crític d'art i arqueòleg espanyol.

## Biografia
Va estudiar Dret i Filosofia i Lletres i va passar després a l'Escola Superior de Diplomàtica i va ingressar per oposició al Cos Superior d'Arxivers, Arqueòlegs i Bibliotecaris.
Interessat per les arts industrials i artesanals i per la pintura, ja que el mateix era pintor, es va anar inclinant per la Història de l'Art. Amb el seu amic José Gestoso y Pérez va recórrer tots els barris de Sevilla a la recerca d'antiguitats romanes i àrabs. Va treballar juntament amb el seu amic José Ramón Nélida al Museu Arqueològic Nacional d'Espanya, on va ser cap de la Secció Americana, i va arribar a dirigir el Museu de Reproduccions Artístiques.
Durant un breu temps va dirigir el Museu de Tarragona abans d'anar a Madrid el 1892. En aquest any va ser secretari general del jurat de l'Exposició Històric Americana a el Quart Centenari del Descobriment d'Amèrica. Va publicar articles al Boletín de la Sociedad Española de Excursiones, a la Revista de Archivos, Bibliotecas y Museos, del consell de redacció formava part, i a La Ilustración Española y Americana.
El 13 d'octubre de 1907 va ser acollit a la Reial Acadèmia de Belles Arts de San Fernando. Va fer treballs arqueològics amb els seus corresponents memòries en Tiermes, Clunia, Bílbilis i Segóbriga. Es va interessar pels Catecismos de la doctrina cristiana, en jeroglífics indígenes americans i va publicar un estudi sobre ells. Un dels seus últims treballs va ser el catàleg monumental de Burgos.

## Obres
- La lengua y la literatura sánskritas ante la crítica histórica: Conferencias dadas en el Ateneo de Madrid en las noches del 7 y 11 de enero de 1897,Imprenta La Verdad, 1898.
- Bosquejo histórico sobre la orfebrería española. Madrid: Revista de Arch., Bib. y Museos, 1909.
- La pintura en Madrid desde sus orígenes hasta el siglo XIXMadrid: Administración del "Boletín de la Sociedad Española de Excursiones", 1907.
- Catálogo de los cuadros, esculturas, grabados y otros objetos artisticos de la antigua Casa Ducal de Osuna, expuestos en el Palacio de la Industria y de las Artes. Segunda edición, corregida y aumentada. Madrid, Est. tip de la Viuda é Hijos de M. Tello, 1896.
- Ensayo sobre la América precolombina, Toledo: Impr. y Librería de la Viuda e Hijos de J. Peláez, 1898.
- Los grandes retratistas en España, Fototipia de Hauser y Menet, 1914.
- Técnica pictórica del Greco, Fototipia de Hauser y Menet, 1916.
- La pintura en Sevilla: Estudio sobre la escuela pictórica sevillana desde sus orígenes hasta nuestros días, Establecimiento Tipográfico de Gironés y Orduña, 1885.
- Narciso Sentenach y José Ramón Mélida, Evolucion de la escultura española: Discursos leidos ante la Academia de Bellas Artes de San Fernando, Real Academia de Bellas Artes de San Fernando - Nueva imprenta de San Francisco de Sales, 1907.
- Estudios sobre numismática española, Tip. de la Revista de Arch., Bibl. y Museos, 1909.